# توماس هيرلي (لاعب هوكي الجليد)
توماس هيرلي (بالإنجليزية: Thomas Hurley)‏ هو لاعب هوكي الجليد أمريكي، ولد في 29 أغسطس 1944 في ماسينا في الولايات المتحدة.

## وصلات خارجية
- توماس هيرلي على موقع HockeyDB.com (الإنجليزية)
- توماس هيرلي على موقع أوليمبيديا (الإنجليزية)